# Cuevas Labradas
Cuevas Labradas è un comune spagnolo di 131 abitanti situato nella comunità autonoma dell'Aragona.